# Мушкетик, Юрий Михайлович
Юрий Михайлович Мушке́тик (21 марта 1929, Веркиевка, Нежинский округ — 6 июня 2019, Киев) — советский и украинский писатель, Герой Украины (2009).

## Биография
Родился 21 марта 1929 года в селе Вертиевка (ныне Нежинский район, Черниговская область, Украина) в семье сельских активистов. Украинец.

### Образование
Окончив среднюю школу, поступил на филологический факультет КГУ имени Т. Г. Шевченко, окончил который в 1953 году, а в 1956 году окончил аспирантуру на кафедре украинской литературы.

### Деятельность
- В 1952 году в украинских журналах появились первые рассказы молодого писателя.
- В 1954 году издательство «Радянський письменник» напечатало историческую повесть Ю. М. Мушкетика — «Семён Палий». В том же году эта повесть была издана на русском языке в издательстве «Молодая гвардия».
- В 1957 году в издательстве «Радянський письменник» опубликован роман «Гайдамаки», а в следующем году в издательстве «Молодь» — повесть «Огни среди ночи».
- В 1960 году в журнале «Жовтень» напечатана повесть Юрия Мушкетика «Чёрный хлеб».
- В 1964 году — роман «Капля крови».
- В 1977 году — роман «Белая тень».
- В 1979 году — роман «Позиция».
- В 1984 году — роман «Рубеж».

За эти годы напечатан также ряд рассказов и очерков автора в журналах и газетах Украины.
Работал главным редактором журнала «Дніпро». В 1986—2001 годах был руководителем Национального союза писателей Украины.
Член ВКП(б)/КПСС с 1951 года. Избирался депутатом ВС УССР.
Был заместителем председателя Комитета по Государственным премиям имени Т. Г. Шевченко.
Остался вдовцом, прожив с супругою 53 года.
Похоронен на Байковом кладбище (участок № 33).

## Награды и звания
- Герой Украины (с вручением ордена Державы, 20.3.2009 — за самоотверженное служение Украине на литературной ниве, утверждение высоких моральных и художественных ценностей, многолетнюю плодотворную творческую и общественную деятельность).
- орден Трудового Красного Знамени,
- орден Дружбы народов,
- орден «Знак Почёта»
- Почётный знак отличия Президента Украины (август 1996)
- орден князя Ярослава Мудрого V степени (март 1999).
- Государственная премия СССР (1987) — за роман «Рубеж»
- Государственная премия УССР имени Т. Г. Шевченко (1980) — за роман «Позиция»
- Премия фонда Антоновичей (1996)
- премия Ленинского комсомола Украины имени Н. А. Островского (1965) — за роман «Капля крови»

## Издания на русском языке
- Избранные произведения в 2-х томах. М., 1989
- Семен Палий. М., 1954
- Семен Палий. М., 1955
- Гайдамаки. М., 1960
- Сердце и камень. М., 1963
- Последний остров. М., 1972
- Мне приснился гром. М., 1974
- Жестокое милосердие. Белая тень. М., 1977
- Белая тень. Жестокое милосердие. М., 1980
- Позиция. Боль. М., 1981
- Вернись в дом свой. М., 1984
- Позиция. М., 1983 (Роман-газета)
- Позиция. М.: Известия, 1984
- Позиция. М.: Профиздат, 1984
- Рубеж. М., 1986
- Обвал. М., 1990